# Aphonopelma vorhiesi
Aphonopelma vorhiesi es una especie de araña migalomorfa del género Aphonopelma, familia Theraphosidae. Fue descrita científicamente por Chamberlin & Ivie en 1939.
Habita en los Estados Unidos (Arizona y Nuevo México).